# Ana Bošković
Ana Bošković (montenegrinisch-kyrillisch Ана Бошковић; * 11. Oktober 2001) ist eine montenegrinische Leichtathletin, die in allen Stoß- und Wurfdisziplinen an den Start geht. 

## Sportliche Laufbahn
Erste Erfahrungen bei internationalen Wettkämpfen sammelte Ana Bošković bei den Spielen der kleinen Staaten von Europa (GSSE) in Bar, bei denen sie mit einer Weite von 42,10 m die Bronzemedaille im Speerwurf hinter der Luxemburgerin Noémie Pleimling und María Rún Gunnlaugsdóttir aus Island gewann und mit 39,71 m den fünften Platz im Diskuswurf belegte. Anschließend stellte sie in Danilovgrad mit 48,67 m einen neuen Landesrekord im Hammerwurf auf. 2021 belegte sie dann bei den Balkan-Meisterschaften in Smederevo mit 43,98 m den achten Platz im Diskuswurf.
In den Jahren 2019 und 2020 wurde Bošković montenegrinische Meisterin im Diskus- und Hammerwurf und 2020 und 2021 auch im Speerwurf. 2021 siegte sie auch im Hammerwurf.

## Persönliche Bestleistungen
- Kugelstoßen: 11,96 m, 24. April 2021 in Draževina
- Diskuswurf: 46,00 m, 27. Juli 2019 in Danilovgrad
- Hammerwurf: 48,67 m, 27. Juli 2019 in Danilovgrad
- Speerwurf: 43,98 m, 2. Juli 2019 in Cluj-Napoca